# André Schwarz
André Schwarz ist ein deutscher Sportschütze, der sich auf die Flintendisziplinen Olympisch Trap und FITASC Universaltrap spezialisiert hat. Er gewann sowohl die Silbermedaille bei der Deutschen Meisterschaft 2023 als auch die Goldmedaille und den Deutschen Meistertitel 2024 im Universaltrap mit einem neuen deutschen Rekord.

## Frühes Leben und Ausbildung
André Schwarz fand vergleichsweise spät den Zugang zum Schießsport und stieg als Quereinsteiger in die Disziplin Olympisch Trap ein. 
Ein wichtiger Mentor in seiner frühen sportlichen Entwicklung war der belgische ISSF-Schütze Yannick Peeters, der ihn intensiv betreute.

## Karriere
Im Jahr 2021 gewann er den bundesweiten Titel des Meisterschützen im Rahmen des Wettbewerbs des Deutschen Schützenbundes.
Bei der Deutschen Meisterschaft 2023 in München belegte Schwarz im Olympisch Trap mit 121 von 125 Treffern den zweiten Platz und gewann die Silbermedaille.
Im Jahr 2024 errang er bei der Deutschen Meisterschaft FITASC Universaltrap in Schale die Goldmedaille und wurde Deutscher Meister. Mit 120 von 125 Treffern stellte er dabei einen neuen deutschen Rekord auf, darunter drei perfekte 25er-Runden.